# Dendrocollybia
Dendrocollybia é um gênero fúngico pertencente à família Tricholomataceae, da ordem Agaricales. É um gênero monotípico, contendo a única espécie Dendrocollybia racemosa, comumente conhecida como "Collybia ramificada". Os espécimes um tanto raros são encontrados no hemisfério setentrional, incluindo a região noroeste do Pacífico, no oeste da América do Norte, e na Europa, onde estão incluídos em várias Listas Vermelhas. Geralmente cresce nos corpos frutíferos em decomposição de outros agáricos - como Lactarius e Russula - embora os cogumelos hospedeiros possam estar decaídos a ponto de serem difíceis de reconhecer.
Os corpos frutíferos de Dendrocollybia racemosa são pequenos com cores que variam do branco-acinzentado pálido ao castanho-acinzentado. Os píleos crescem até um centímetro de largura e contém finos estipes com até seis centímetros de comprimento. A espécie é caracterizada por seu estipe incomum, que é coberta por ramos laterais curtos. Estes, por sua vez, frequentemente produzem esporos esféricos de conidióforos translúcidos em suas pontas inchadas. Os conidióforos produzem conídios (esporos assexuados) por mitose. Como o fungo pode se reproduzir tanto sexualmente quanto assexuadamente, os corpos frutíferos às vezes têm píleos reduzidos ou até mesmo ausentes. Os estipes incomuns são originárias de estruturas do tamanho de uma ervilha negra chamada esclerócio. A forma anamórfica do fungo, conhecida como Tilachlidiopsis racemosa, esta perdendo o estágio sexual de seu ciclo de vida. Pode reproduzir-se a temperaturas relativamente baixas, uma adaptação, acredita-se, que melhora sua capacidade de crescer rapidamente e de frutificar em cogumelos em decomposição.

## Taxonomia e Filogenia
O gênero Dendrocollybia foi descrito pela primeira vez em 2001, para acomodar a espécie anteriormente conhecidas como Collybia racemosa. Antes disso, o táxon foi classificado como uma das quatro espécies de Collybia, um gênero que foi redefinido e reduzido em 1997, quando a maioria de suas espécies foi transferida para os gêneros Gymnopus e Rhodocollybia. C. racemosa foi originalmente descrita e denominada Agaricus racemosus por Christiaan Hendrik Persoon em 1797, e sancionada sob tal nome por Elias Magnus Fries em 1821. Em seu Systema Mycologicum, Fries classificou-a em sua "tribo" Collybia, juntamente com todas as outras espécies similares, pequenas e brancas, com um píleo convexo e um estipe frágil. Em 1873, Lucien Quélet criou a tribo Collybia, de Fries, em nível genérico. Samuel Frederick Gray chamou a espécie de Mycena racemosa em seu Arranjo Natural de Plantas Britânicas de 1821; tanto este nome como o nome de Joanne Lennox de 1979, Microcollybia racemosa, são considerados sinônimos.
Rolf Singer incluiu Collybia racemosa na seção Collybia na quarta edição de seu abrangente Agaricales in Modern Taxonomy, ao lado das três espécies que atualmente compõem o gênero: C. tuberosa, C. cirrhata e C. cookei. Uma análise filogenética das sequências espaçadoras internas transcritas de DNA ribossômico por Karen Hughes e colegas mostrou que as três espécies de Collybia formam um grupo monofilético dentro de um grande clado Lyophyllum-Tricholoma-Collybia que inclui várias espécies de Lyophyllum, Tricholoma, Lepista, Hypsizygus e a espécie C. racemosa. Hughes e seus colegas não conseguiram identificar um clado que incluísse todas as quatro espécies do gênero Collybia. A análise do polimorfismo de comprimento de fragmento de restrição do DNA ribossômico das quatro espécies corroborou os resultados obtidos pela análise filogenética. Com base nesses resultados e nas diferenças de características: como a presença de projeções únicas de tronco, pigmentação do corpo frutífero e reações macro cerâmicas, eles circunscreveram o novo gênero Dendrocollybia para conter a espécie anteriormente designada como C. racemosa.
O fungo é comumente conhecido como Collybia ramificada ou carniceira ramificada; Samuel Gray se referiu a ele como o "tamborete alto parecido com um racemo". O nome do gênero, Dendrocollybia, é a combinação da palavra dendro, do grego antigo, que significa "árvore" e collybia (pequena moeda). O epíteto específico, racemosa, provém do latim racemus - "um cacho de uvas".

## Descrição

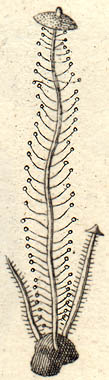
Imagem retirada de Das System der Pilze und Schwämme (1816), autor: Esenbeck

O diâmetro do píleo de Dendrocollybia racemosa tipicamente mede entre 3 a 10 milímetros e, dependendo do seu estágio de desenvolvimento, pode ser cônico a convexo, ou na maturidade, um pouco achatado com uma ligeira elevação central arredondada, um umbo. A superfície do píleo é seca e opaca, com uma textura sedosa; sua cor no centro é fuscous (uma cor cinza-amarronzada escura), mas que desbota uniformemente em direção à margem, que por sua vez é geralmente curvada em direção às brânquias; à medida que o corpo frutífero amadurece, a borda pode rolar um pouco, mas também tem uma tendência a se desgastar ou rachar com a idade. Pode haver ranhuras superficiais no píleo que correspondam à posição das brânquias por baixo, o que pode dar uma aparência crenada (recortada) nas bordas. A carne é muito fina (menos de 1 milímetro de espessura) e frágil, sem cor, odor ou sabor característicos. As brânquias são relativamente largas, estreitamente ligadas ao estipe (anexadas), espaçadas juntas e com coloração de cinza a castanho-acinzentado, pouco mais escuras do que o píleo. Há brânquias adicionais, chamadas lamélulas, que não se estendem até o estipe; elas são intercaladas entre as brânquias e organizadas em até três séries (camadas) de comprimento idêntico. Ocasionalmente, o fungo produz estipes com píleos abortados ou totalmente ausentes.
| Dendrocollybia | O estipe assemelha-se ao cacho do arbusto de groselha, de onde as bagas foram arrancadas; ramos terminados por contas hialinas que desaparecem. | Dendrocollybia |
| — S.F. Gray,   | |                |

O estipe mede de 4 a 6 centímetros de comprimento por 1 milímetro de espessura, aproximadamente igual em toda a largura, e estreita-se para uma longa "raiz" que termina em um esclerócio preto fosco e aproximadamente esférico. O estipe pode ser enterrada profundamente em seu substrato. A superfície do estipe é aproximadamente da mesma cor do píleo, com um pó fino e esbranquiçado na superfície superior. Na parte inferior, o estipe é acastanhada e possui sulcos finos que correm longitudinalmente para cima e para baixo na superfície. A metade inferior é coberta por protuberâncias semelhantes a galhos, dispostas irregularmente em ângulos retos até a haste, que medem de 2 a 3 por 0,5 milímetros. Essas projeções são cilíndricas e afiladas, com extremidades cobertas por uma cabeça de lodo de conídios (esporos fúngicos produzidos assexuadamente). D. racemosa é a única espécie de cogumelo conhecida que forma conídios nos ramos laterais do estipe. O esclerócio do qual o estipe surge é aguado acinzentado e homogêneo na seção transversal (não dividido em câmaras internas), com um revestimento externo preto opaco fino e mede de 3 a 6 milímetros de diâmetro. O micologista americano Alexander H. Smith alertou aos colecionadores novatos que eles geralmente perderão o esclerócio na primeira vez que encontrarem a espécie. A comestibilidade desta é desconhecida, mas, como diz David Arora, os corpos frutíferos são "pequenos e raros demais para serem valiosos."

### Características microscópicas
Os esporos são estreitamente elipsoides a ovoides, de paredes finas, hialinos (translúcidos), com dimensões de 4-5,5 por 2-3 micrômetros. Quando corados com o reagente de Melzer, os esporos obtém uma cor azul claro. Os basídios (as células portadoras de esporos) têm quatro esporos, medem de 16 a 20 por 3,5 a 4 micrômetros e afinam gradualmente em direção à base. Os cistídios não são diferenciados nesta espécie. A superfície do píleo é feita de uma cutícula de hifas radiais e, apesar de aglutinadas, bastante grossas, que diferem principalmente em tamanho do tecido subjacente: inicialmente 1 a 3 micrômetros de diâmetro, com 5 a 7 micrômetros de largura no tecido subjacente. As hifas são fixadas e incrustadas com massas rasas de formato irregular que são mais visíveis nas células superficiais. O tecido branquial é feito de hifas que se projetam para baixo a partir do píleo e dispostas de maneira subparalela, o que significa que as hifas são, em grande parte, paralelas umas às outras e estão ligeiramente entrelaçadas. As hifas são pinçadas, com um sub-himênio compacto estreito e ramificado (uma zona estreita de pequenas hifas curtas imediatamente abaixo do himênio) composto por hifas de 2 a 3 micrômetros de diâmetro. Os conídios medem de 8,5-12 por 4-5 metros, em forma de amendoim, não-amiloide (sua cor não se altera quando corados com o reagente de Melzer), incrustados e produzidos por fragmentação do micélio grosso. Fíbulas estão presentes nas hifas. Os esporos assexuados são de 10 a 15,5 por 3 a 4 micrômetros, elipsoides a oblongos, não amiloides e contêm conteúdo granular. A cor acinzentada dos corpos frutíferos é causada por pigmentos incrustados (agregados cristalinos de moléculas de pigmento, possivelmente melanina) que ocorrem em todo o tecido do estipe e do píleo, incluindo as brânquias; estes pigmentos estão ausentes nas espécies de Collybia.

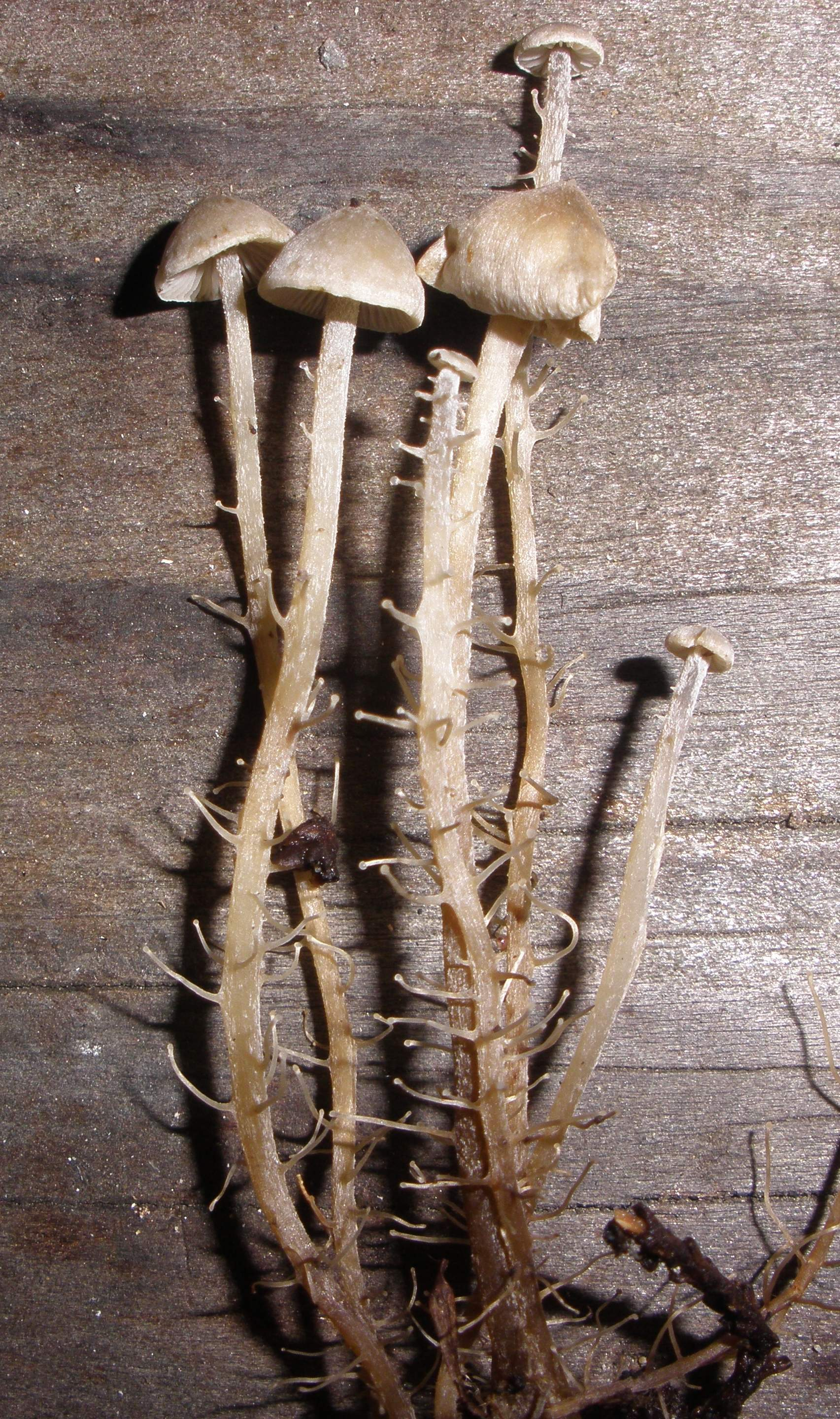
As projeções laterais do estipe formam conídios.

### Espécies semelhantes
Diferentemente das três espécies de Collybia, D. racemosa mostra reatividade menosprezível para testes químicos comuns usados na identificação de cogumelos, incluindo fenilamina, alfa-naftol, guaiacol, sulfoformol, fenol e fenol-fenilamina.
O córtex (camada externa de tecido) do esclerócio pode ser usado como um caractere diagnóstico para distinguir entre a única espécie de Dendrocollybia e pequenos espécimes brancos de Collybia. As hifas do córtex de D. racemosa são "marcadamente angulares", em comparação com C. cookei (hifas arredondadas) e C. tuberosa (hifas alongadas). A camada cortical em D. racemosa tem um arranjo que é conhecido como textura epidermoidea, com as hifas organizadas como um quebra-cabeça. Depósitos pesados de pigmento castanho-avermelhado escuro são evidentes em todo o tecido cortical nas paredes e nas pontas das hifas. A restante espécie de Collybia, C. cirrhata, não forma escleródios.

### Forma anamórfica
Os fungos anamórficos são aqueles que parecem não ter um estágio sexual em seu ciclo de vida, e tipicamente se reproduzem pelo processo de mitose nos conídios. Em alguns casos, o estágio sexual - ou estágio de teleomorfo - é identificado mais tarde, e uma relação entre teleomorfo e anamorfo é estabelecida entre as espécies. O Código Internacional de Nomenclatura Botânica permite o reconhecimento de dois (ou mais) nomes para um mesmo organismo, um baseado no teleomorfo e outro(s) restrito(s) ao anamorfo. Demonstrou-se que a Tilachlidiopsis racemosa (anteriormente conhecida como Sclerostilbum septentrionale, descrita por Alfred Povah em 1932) era a forma anamórfica de D. racemosa. Os synnemata (estruturas reprodutivas feitas de grupos compactos de conidióforos eretos) produzidos por T. racemosa sempre crescem no estipe de membros de D. racemosa. O anamorfo tem uma temperatura de crescimento otimizada e, anormalmente baixa, entre 12 e 18 °C, dentro de uma maior faixa de crescimento de 3 e 22 °C. Acredita-se que seja uma adaptação que permita ao micélio crescer rapidamente e aumentar suas chances de frutificação em cogumelos agáricos, que geralmente possuem um curto ciclo de vida.

## Habitat, distribuição e ecologia

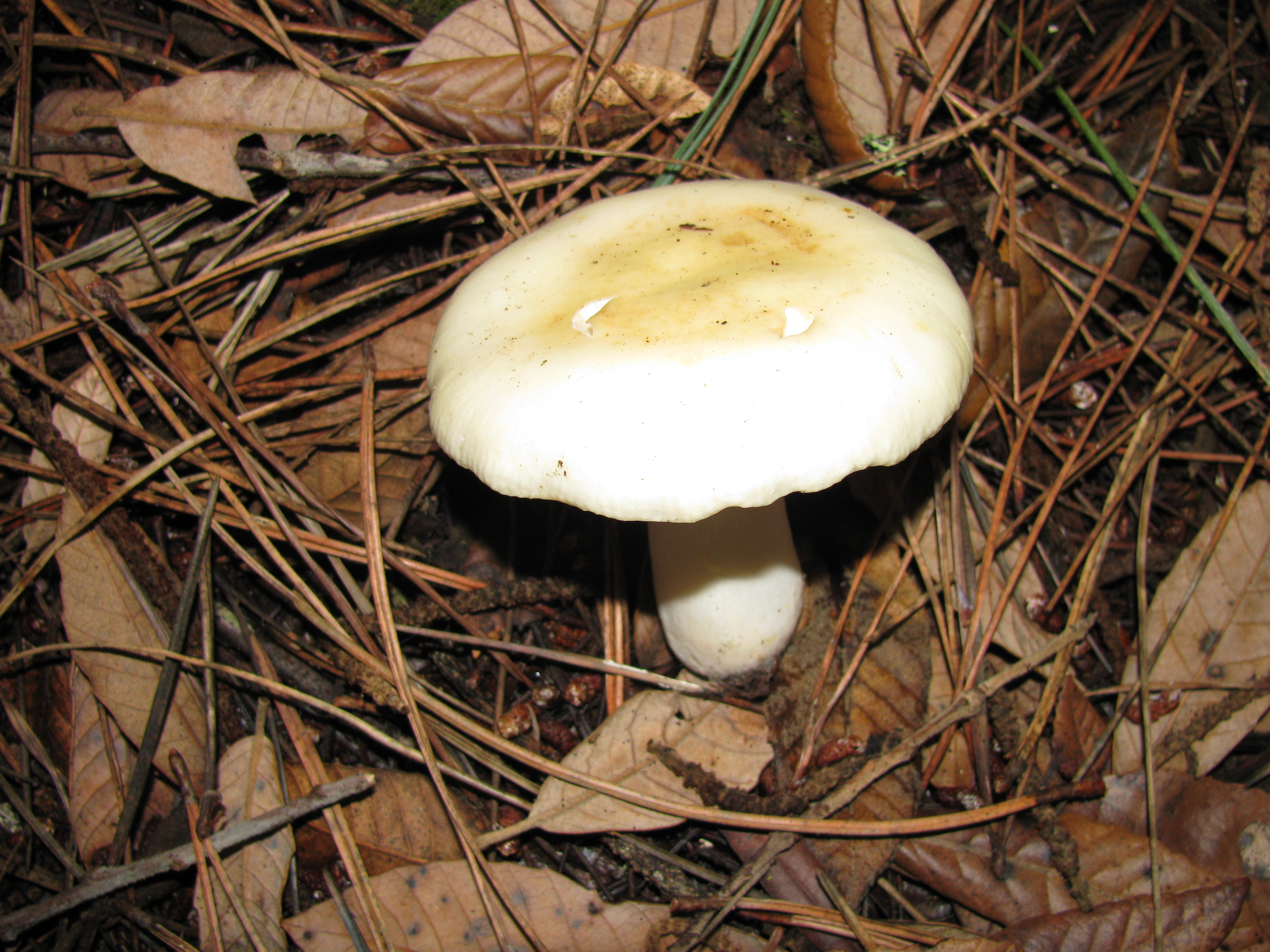
Russula crassotunicata foi verificado como possível hospedeiro moribundo de Dendrocollybia.

Dendrocollybia racemosa é uma espécie sapróbia, que obtém seu alimento através da absorção de nutrientes de matéria orgânica em decomposição. Seus corpos frutíferos crescem nos restos deteriorados de agáricos, frequentemente suspeitos de serem Lactarius ou Russula, embora as identidades dos hospedeiros geralmente não sejam claras devido ao avançado estado de decaimento. No entanto, um estudo de 2006 utilizou a análise molecular para confirmar Russula crassotunicata como hospedeiro de D. racemosa. Esta espécie de Russula tem um longo e persistente período de decaimento e, na região Noroeste do Pacífico, onde o estudo foi conduzido, fornece um "substrato quase o ano todo para espécies micosapróbias". Dendrocollybia  é um dos quatro gêneros agáricos associados ao crescimento dos corpos frutíferos em outros fungos, sendo os demais Squamanita, Asterophora, e Collybia. Dendrocollybia também é encontrado, apesar de menos comumente, em serrapilheiras de coníferas profundas, em grupos ou pequenos aglomerados. O fungo pode formar escleródios nos corpos frutíferos de hospedeiros mumificados e também pode se desenvolver diretamente a partir de seus escleródios no solo. O fungo é amplamente distribuído em regiões temperadas do hemisfério setentrional, mas raramente coletado "provavelmente devido ao seu pequeno tamanho, sua cor de camuflagem e tendência a ser imerso em seu substrato. Na América do Norte, onde a distribuição é restrita ao noroeste do Pacífico, os corpos frutíferos são encontrados no fim do verão até o outono, muitas vezes após o término de um período de frutificação intensa de outros cogumelos. Na Europa, é conhecido do Reino Unido, Escandinávia e Bélgica. Sua única espécie está presente nas listas vermelhas dinamarquesa, norueguesa e britânica.
Os comportamentos sapróbios de Collybia e Dendrocollybia são ligeiramente diferentes. No outono, os corpos frutíferos de C. cirrhata, C. cookei e C. tuberosa, podem ser encontrados em corpos frutíferos enegrecidos, cori-ácidos e mumificados de seus hospedeiros. Às vezes, essas espécies parecem estar crescendo no solo (ou a partir de seu esclerócio no solo ou no musgo), mas geralmente não em enormes aglomerados. Nestes casos, assume-se que os hospedeiros são remanescentes de corpos frutíferos de uma estação anterior. Em contraste, em todos os casos observados de D. racemosa os hospedeiros não foram prontamente observados, sugerindo que os mesmos podem ter sido digeridos rapidamente. Hughes e colaboradores sugerem que isso pode indicar a presença de um sistema enzimático diferente e, como consequência, uma capacidade distinta de competir com outros fungos ou bactérias.